# 被取消的阿波罗任务
美國太空總署由于预算缩减，於1960-70年代期間所進行的阿波罗计划中有很多被取消的任务。包括计划中的阿波罗18号、19号、20号在内，许多种类型的飞行任务被取消。

## 任务种类
1967年9月，位于休斯敦的载人航天中心提出了一系列任务以完成登月任务。7个任务类型被提出，每个类型都对特定的航天器和任务进行测试；每一个任务类型的执行都需要前一类型的成功完成。这些任务类型分别是：
A - 无人指令/服务舱（CSM）测试

B - 无人登月舱（LM）测试

C - 载人近地轨道指令/服务舱飞行

D - 载人近地轨道指令/服务舱和登月舱飞行

E - 载人指令/服务舱和登月舱绕地球进行椭圆轨道飞行，远地点7400公里（4600英里）

F - 载人月球轨道指令/服务舱和登月舱飞行

G - 载人登月
之后又增加了H任务，即包括两次月表行走的短暂任务。之后又有J任务，即在3天内执行3次月表行走，并使用月球车的任务。被取消的阿波罗18号、19号、20号就是J任务。
此外，更加遥远的飞行任务——I任务——也被计劃过。构思中的月球轨道探测任务被设想为服务舱长时间装载科学仪器环绕月球航行。当最后任务的缩减已成为现实时，这样的任务计划被合并到真正被执行了的J任务中。